# Koniuhî, Kozova
Koniuhî (în ucraineană Конюхи) este localitatea de reședință a comunei Koniuhî din raionul Kozova, regiunea Ternopil, Ucraina.

## Demografie
Componența lingvistică a localității Koniuhî
     Ucraineană (99,92%)
     Alte limbi (0,08%)
Conform recensământului din 2001, majoritatea populației localității Koniuhî era vorbitoare de ucraineană (99,92%), existând în minoritate și vorbitori de alte limbi.